# 카카오모빌리티
주식회사 카카오모빌리티(영어: Kakao Mobility)는 플랫폼인 카카오T의 교통사업을 하는 카카오 계열사이다.

## 주요 연혁
- 2017년 5월 8일에 설립되었다.[출처 필요]
- 2025년 4월 1일에 티머니 모빌리티 분할되었다.